# Mechora
Mechora (hebrejsky מְכוֹרָה, v oficiálním přepisu do angličtiny Mekhora) je vesnice typu mošav a izraelská osada na Západním břehu Jordánu v distriktu Judea a Samaří a v Oblastní radě Bik'at ha-Jarden.

## Geografie
Nachází se v nadmořské výšce 225 metrů na západním okraji Jordánského údolí, cca 34 kilometrů severně od centra Jericha, cca 45 kilometrů severovýchodně od historického jádra Jeruzalému a cca 60 kilometrů severovýchodně od centra Tel Avivu.
Na dopravní síť Západního břehu Jordánu je napojena pomocí místní silnice číslo 508, která je součástí takzvané Alonovy silnice, významné severojižní dopravní osy vedoucí podél západního okraje Jordánského údolí. Mošav stojí cca 12 kilometrů od řeky Jordán, která zároveň tvoří mezinárodní hranici mezi Izraelem kontrolovaným Západním břehem Jordánu a Jordánským královstvím.
Vesnice je součástí územně souvislého pásu izraelských zemědělských osad, které se táhnou podél Alonovy silnice. Západně od něj se ovšem nacházejí lidnatá palestinská sídla na východním okraji Samařska a další palestinské obce leží na východ od Mechory, blíž k řece Jordán (například al-Džiftlik). Mechora leží na úpatí hřbetu hornatiny Samařska, která se na západní straně zvedá z příkopové propadliny Jordánského údolí.

## Dějiny
Mechora leží na Západním břehu Jordánu, jehož osidlování bylo zahájeno Izraelem po jeho dobytí izraelskou armádou, tedy po roce 1967. Jordánské údolí patřilo mezi oblasti, kde došlo k zakládání izraelských osad nejdříve. Takzvaný Alonův plán totiž předpokládal jeho cílené osidlování a anexi.
Vesnice byla založena roku 1973. 20. února 1973 rozhodla izraelská vláda, že v této oblasti zřídí osadu typu nachal, tedy kombinované vojenské a civilní sídlo. K tomu došlo už v březnu 1973. V červenci 1976 pak byla proměněna na ryze civilní vesnici.
Část obyvatel se zabývá zemědělstvím (rozsáhlé zemědělské pozemky a skleníky jižně od vlastní obce). V osadě funguje zdravotní středisko, společenské centrum a plavecký bazén. Detailní územní plán obce umožňuje výhledovou kapacitu 110 bytů, z nichž zatím postaveno jen cca 50.
Počátkem 21. století nebyla Mechora stejně jako celá plocha Oblastní rady Bik'at ha-Jarden zahrnuta do projektu Izraelské bezpečnostní bariéry. Izrael si od konce 60. let 20. století v intencích Alonova plánu hodlal celý pás Jordánského údolí trvale ponechat. Budoucnost vesnice závisí na parametrech případné mírové dohody mezi Izraelem a Palestinci. 10. srpna 2002 během druhé intifády pronikl do osady palestinský terorista a zahájil střelbu. Zabil jednoho místního obyvatele. K akci se přihlásily Brigády mučedníků Al-Aksá.

## Demografie
Obyvatelstvo Mechory je v databázi rady Ješa popisováno jako sekulární. Podle údajů z roku 2014 tvořili naprostou většinu obyvatel Židé (včetně statistické kategorie "ostatní", která zahrnuje nearabské obyvatele židovského původu ale bez formální příslušnosti k židovskému náboženství).
Jde o menší obec vesnického typu s dlouhodobě stagnující populací. K 31. prosinci 2014 zde žilo 138 lidí. Během roku 2014 registrovaná populace stoupla o 7,0 %.
| Rok            | 1983 | 1991 | 1992 | 1993 | 1994 | 1995 | 1996 | 1997 | 1998 | 1999 | 2000 |
| -------------- | ---- | ---- | ---- | ---- | ---- | ---- | ---- | ---- | ---- | ---- | ---- |
| Počet obyvatel | 133  | 114  | 122  | 132  | 135  | 129  | 105  | 113  | 115  | 120  | 113  |

| Rok            | 2001 | 2002 | 2003 | 2004 | 2005 | 2006 | 2007 | 2008 | 2009 | 2010 | 2011 | 2012 | 2013 | 2014 |
| -------------- | ---- | ---- | ---- | ---- | ---- | ---- | ---- | ---- | ---- | ---- | ---- | ---- | ---- | ---- |
| Počet obyvatel | 119  | 119  | 125  | 119  | 120  | 114  | 112  | 117  | 122  | 131  | 117  | 112  | 129  | 138  |